# Maison-atelier du peintre Jean Borin
La Maison-atelier du peintre Jean Borin est un bâtiment de style moderniste édifié par l'architecte Jacques Obozinski à Woluwe-Saint-Pierre en Belgique.

## Localisation
La Maison-atelier du peintre Jean Borin est située au numéro 92 de l'avenue Nestor Plissart, une avenue qui doit son nom à Nestor Plissart, qui fut bourgmestre d'Etterbeek de 1900 à 1907.

## Historique
La maison est édifiée en 1932 en style moderniste pour l'artiste peintre et dessinateur Jean Borin (1907-1997) par Jacques Obozinski, un architecte qui fait partie du classicisme moderniste belge aux côtés de Henry Van de Velde et Sta Jasinski. 
Obozinski intègre également l'atelier de l'artiste au bâtiment.

## Statut patrimonial
L'édifice ne fait pas l'objet d'un classement au titre des monuments historiques  mais il figure à l'Inventaire du patrimoine architectural de la Région de Bruxelles-Capitale sous la référence 17562.

## Architecture
D'un style moderniste élégant, ce bâtiment à toit plat présente une façade enduite et peinte en blanc.
La façade présente deux travées inégales et compte trois niveaux, auxquels s'ajoute le garage, à moitié enterré.
La caractéristique la plus remarquable de cette façade est la travée de gauche, qui se présente comme un oriel en éperon, dont les deux premiers niveaux sont en saillie, alors que le troisième niveau réintègre le plan de la façade. Le deuxième niveau de cette travée est agrémenté d'une porte-fenêtre précédée d'un garde-corps tubulaire typique du style « paquebot ».
La porte d'entrée, à laquelle mènent six marches de briques orange, est flanquée de chaque côté de trois faisceaux de douze briques de verre. Cette porte est surmontée d'une haute baie éclairant l'escalier, découpée en trois parties par deux traverses en pierre bleue.
La façade arrière présente à l'étage une grande baie éclairant l'atelier de peintre.

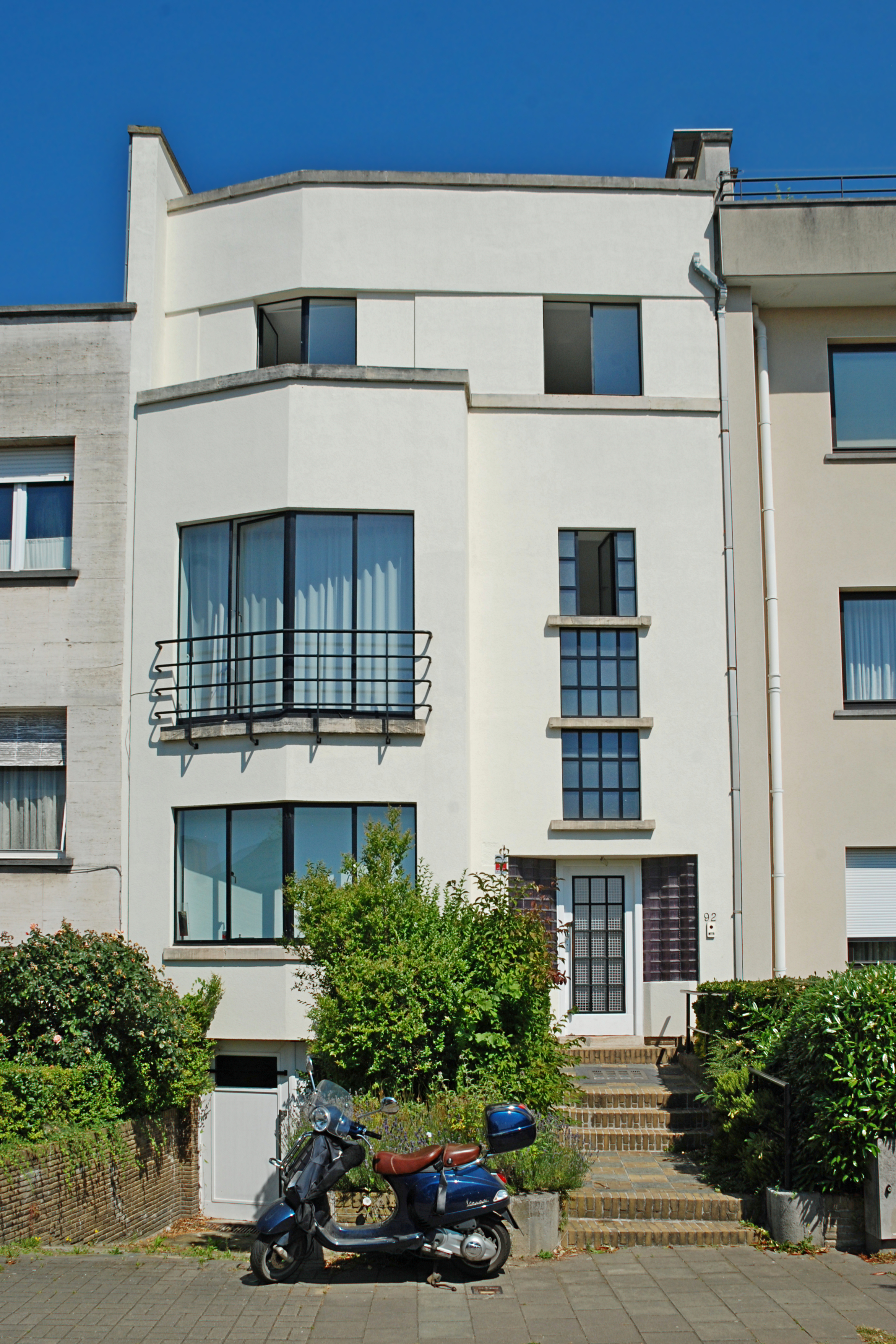
La façade.
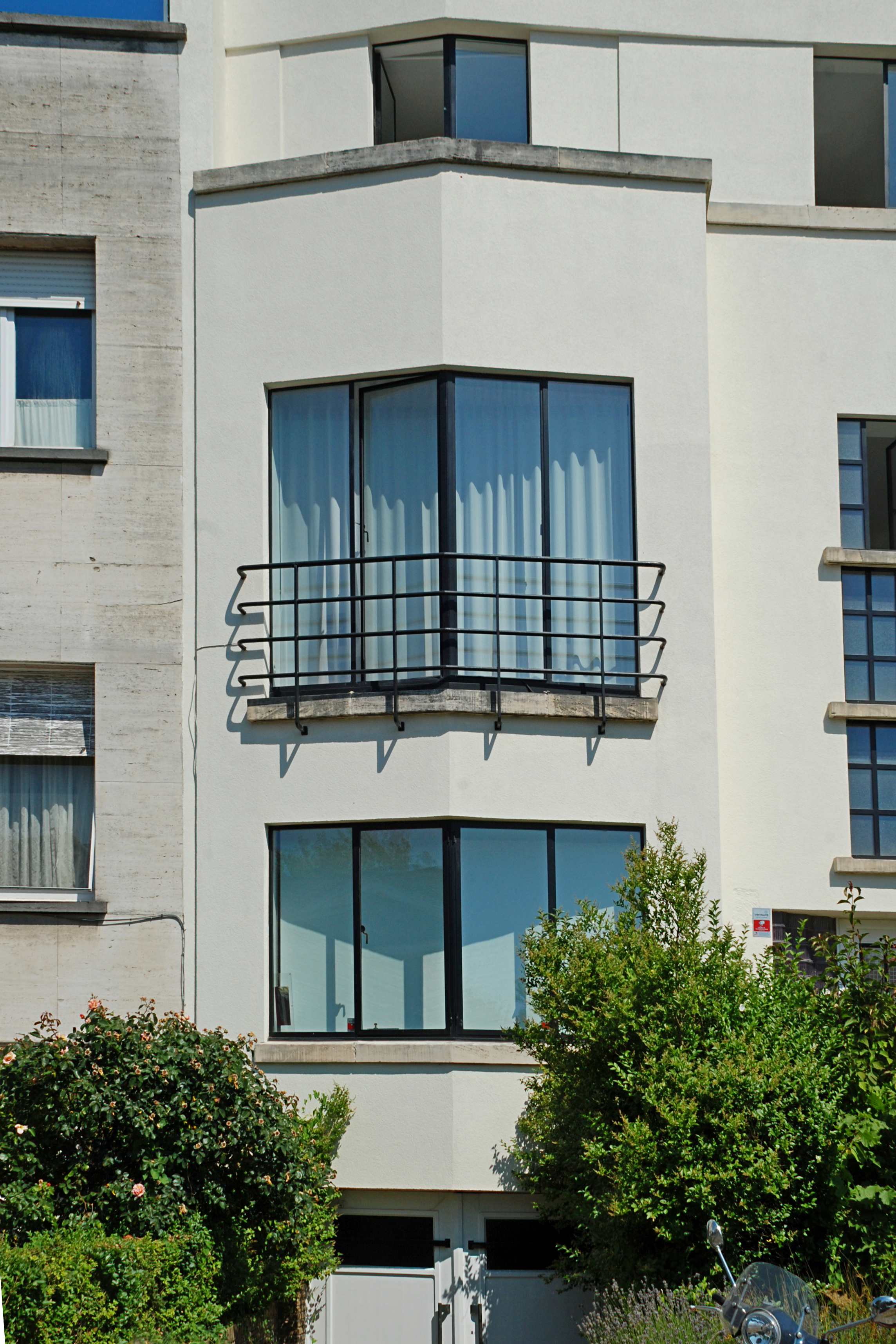
L'oriel.
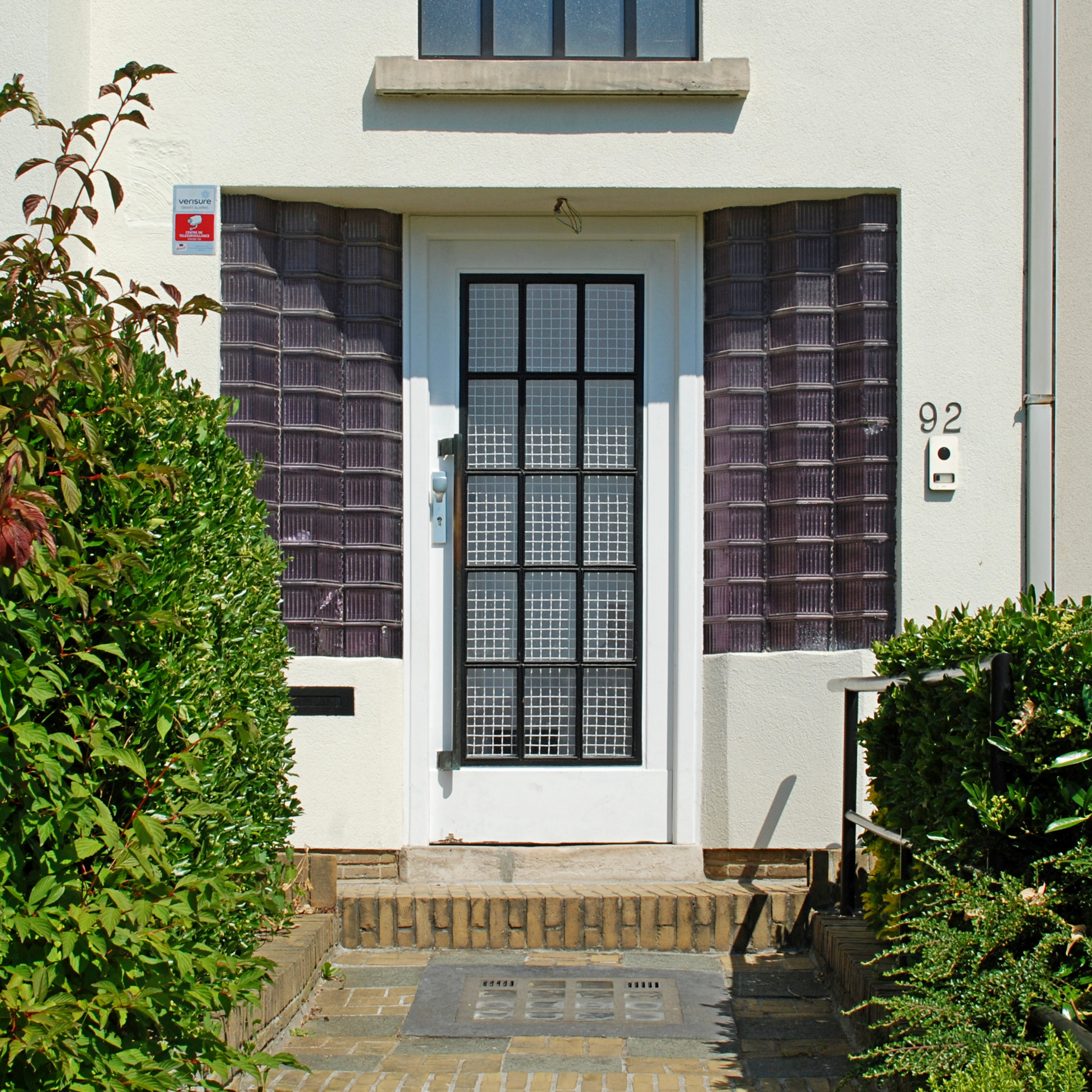
La porte d'entrée.